# Коралловые полипы
Кора́лловые поли́пы (лат. Anthozoa)  — животные из класса морских беспозвоночных из типа Стрекающих (Cnidaria). Колониальные и одиночные донные организмы. Многие виды коралловых полипов обладают известковым скелетом и участвуют в рифообразовании. Наряду с ними к этому классу относится множество представителей, скелет которых состоит из белка (горгонарии, чёрные кораллы), а также вовсе лишённых твёрдого скелета (актинии). Насчитывают около 6 тысяч видов. Наряду с аквариумными рыбками и растениями, коралловые полипы содержат в аквариумах. Материал скелета некоторых видов — коралл — используют в ювелирном деле.

## Образ жизни
Большинство коралловых полипов населяет тёплые тропические моря, где температура воды не опускается ниже +20 °C, и на глубинах не более 20 метров, в условиях обильного планктона, которым они питаются. Обычно днём полипы сжимаются, а ночью вытягиваются и расправляют щупальца, с помощью которых ловят различных мелких животных. Крупные одиночные полипы способны ловить и сравнительно крупных животных: рыбу, креветок. Часть видов коралловых полипов живут за счёт симбиоза с одноклеточными водорослями, которые живут у них в мезоглее.

## Строение
Коралловые полипы обладают мышечными  клетками, которые перемещаются под эктодермой и образуют мускульный слой, он в свою очередь образует продольные и поперечные мышцы. Имеется нервная система, образующая густое сплетение на ротовом диске.
Кораллами обычно называют только скелет колонии, оставшийся после гибели множества мелких полипов. Многие коралловые полипы являются рифообразователями. Скелет может быть наружным, образованным эктодермой, или внутренним, формирующимся в мезоглее. Как правило, полипы занимают на коралле чашевидные углубления, заметные на его поверхности. Тело этих полипов цилиндрическое, мешковидной формы, в большинстве случаев с диском на вершине, от которого отходят венчики щупалец. Полипы неподвижно закреплены на общем для всей колонии скелете и связаны между собой покрывающей его живой мембраной, а иногда и пронизывающими известняк трубками.
У многих видов скелет из извести или рогоподобного вещества, располагается внутри или снаружи тела (у актинии скелета нет). Скелет секретируется наружным эпителием полипов, причём главным образом их основанием (подошвой), поэтому живые особи остаются на поверхности кораллового сооружения, а всё оно непрерывно растет. Число участвующих в его образовании полипов также постоянно увеличивается путём их бесполого размножения (почкования). У многих восьмилучевых полипов скелет развит слабо и его заменяет гидроскелет, обеспечиваемый наполняемостью гастральной полости водой.

## Жизненный цикл и размножение, значение
Кораллы размножаются почкованием и половым путём. Полипы, как правило, раздельнополые. Сперматозоиды через разрывы стенки гонад выходят в гастральную полость, а затем наружу и проникают через рот в полость женской особи. Оплодотворённые яйцеклетки некоторое время развиваются в мезоглее септ. Обычно в ходе эмбрионального развития образуются миниатюрные свободноплавающие личинки — планулы, через некоторое время оседающие на дно и дающие начало новым особям или колониям. У многих коралловых полипов развитие протекает без метаморфоза, и личинка не образуется.

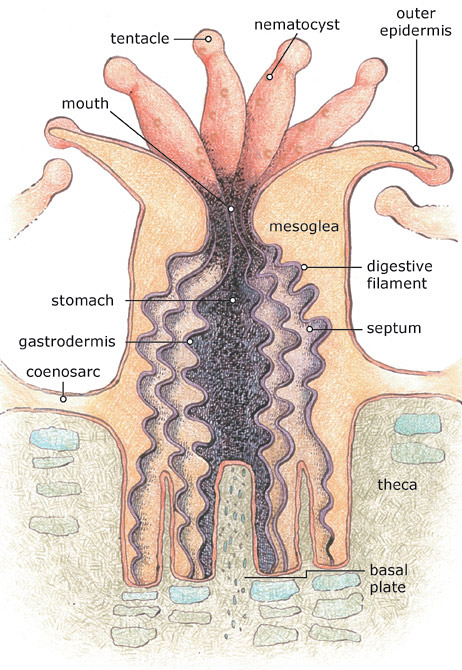
Строение восьмилучевого коралла (Octocorallia)

Значение кишечнополостных: звено в цепях питания морских биоценозов; поглощение взвешенной органики и очищение морской воды; образование осадочных пород, рифов, барьеров, а также в образовании атоллов, употребление в пищу (Китай, Япония), использование в качестве строительных материалов (известь), в медицине для получения биологически активных веществ.

## Гибель кораллов
В серии экспериментов, проведенных на кораллах Большого Барьерного рифа, был выявлен триггерный механизм, запускающий гибель кораллов. Их отмирание начинается при увеличении содержания органики в воде и в осадке, а посредником этих процессов являются микробы. Богатая органикой среда служит хорошей базой для бурного роста микробов, в результате снижаются содержание кислорода и рН среды. Это сочетание смертельно для кораллов. Ускорение сульфатредукции, использующей в качестве субстрата мёртвые ткани, только ускоряет гибель кораллов.

## Таксономия

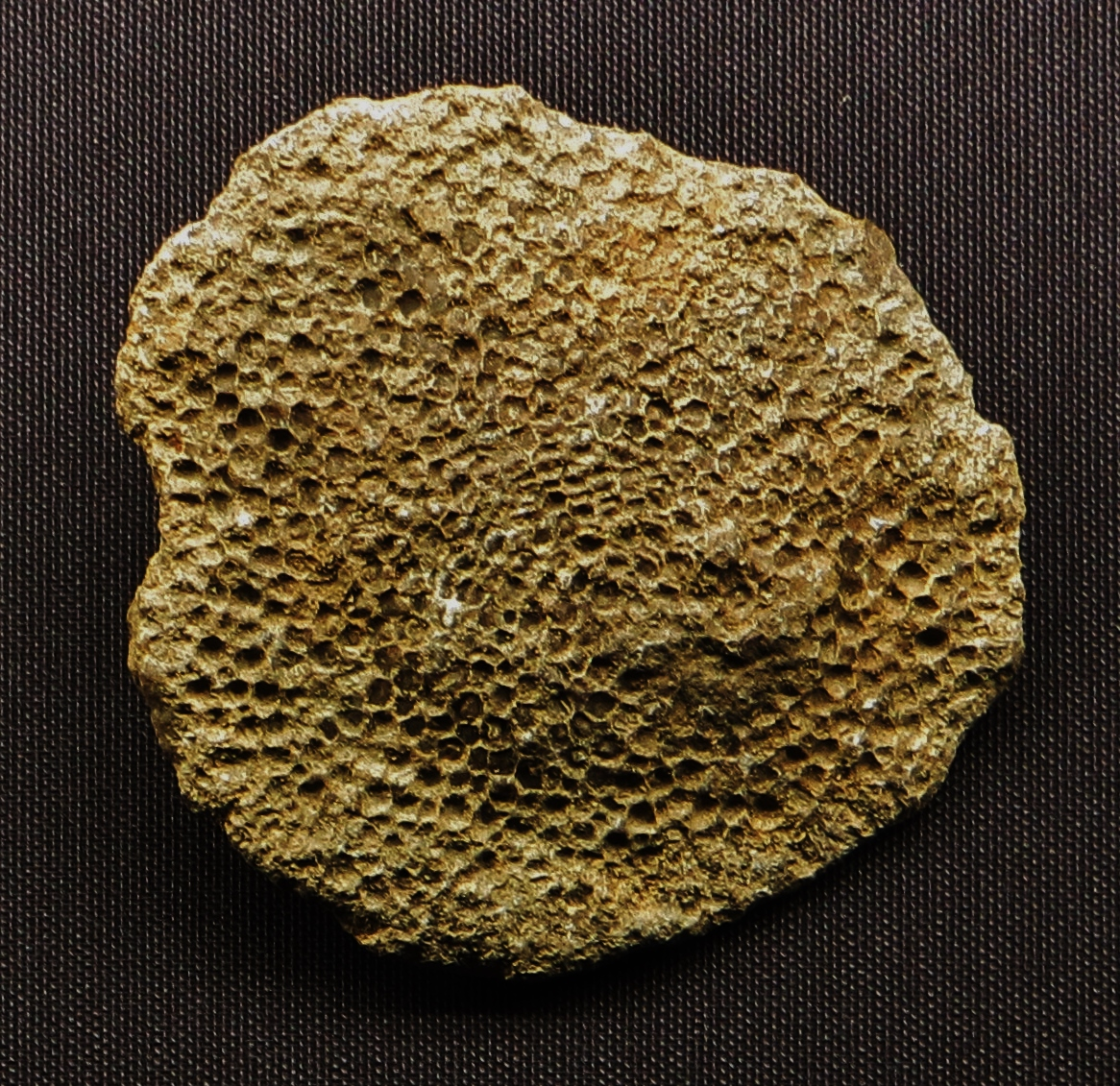
Ископаемый коралл Favosites goldfussi из вымершего подкласса Tabulata

Различают два подкласса современных коралловых полипов (восьмилучевые и шестилучевые), в пределах которых выделяют следующие отряды:
- восьмилучевые (Octocorallia)
  - Stolonifera
  - Helioporacea;
  - мягкие кораллы (Alcyonaria)
  - роговые кораллы (Gorgonaria)
  - морские перья (Pennatularia)
- шестилучевые (Hexacorallia)
  - цериантарии (Ceriantharia)
  - мадрепоровые кораллы (Scleractinia)
  - актинии (Actiniaria)
  - зоантарии (Zoanthidea)
  - Corallimorpharia
  - чёрные кораллы (Antipatharia).

Некоторые вымершие группы кораллов из палеозойской эры (~540 — 252 млн лет назад), вероятно, состоят в родстве с предками современных мадрепоровых кораллов:
- Numidiaphyllida †
- Kilbuchophyllida †
- Heterocorallia †
- Ругозы (Rugosa) †
- Heliolitida †
- Tabulata †
- Cothoniida †
- Tabuloconida †

Обладая хорошо сохранившимися твёрдыми известковыми скелетами, эти кораллы составляют большинство окаменелостей коралловых полипов.